# Wolfram Beyer (Politikwissenschaftler)

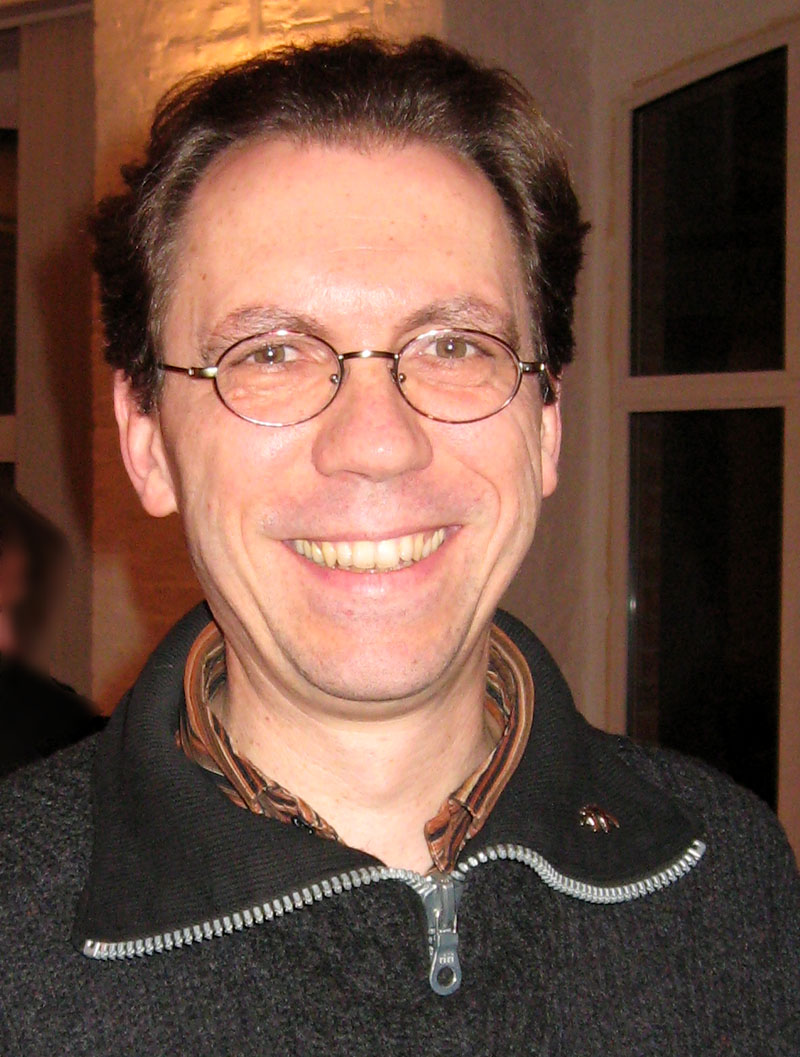
Wolfram Beyer 2008 im Haus der Demokratie und Menschenrechte in Berlin

Wolfram Beyer (* 6. November 1954 in Berlin) ist ein deutscher Politologe, Pazifist, Autor und Musiker.

## Leben
Beyer studierte Politische Wissenschaften am Otto-Suhr-Institut der FU Berlin bei Ossip K. Flechtheim, Johannes Agnoli, Theodor Ebert und Ekkehart Krippendorff. 1978 absolvierte er ein Volontariat im Brüsseler Büro der War Resisters’ International (WRI). Mitte der 1970er Jahre sammelte er erste Erfahrungen mit Gewaltfreien Aktionen und bekam Kontakte zur Zeitschrift Graswurzelrevolution und gehörte später zum Herausgeberkreis der Zeitschrift Graswurzelrevolution (GWR). 1979 war er bundesdeutscher Koordinator der internationalen Abrüstungsfahrt Brüssel-Warschau (4. Internationaler gewaltfreier Marsch für Entmilitarisierung). 1979/80 war Beyer Mitglied im Redaktionskollektiv der Zeitschrift Antimilitarismus-Information (ami) und von 1988 bis 1992 im Vorstand der WRI tätig. Seit 1978 ist er in der Internationale der Kriegsdienstgegner/innen (IDK) engagiert und hat zahlreiche Beiträge zu den Themen Kriegsdienstverweigerung, Anarchismus und der Geschichte der War Resisters’ International veröffentlicht. Für die IDK war er als Herausgeber von IDK-Publikationen und IDK-Periodika verantwortlich (Antimilitaristischer Informationsdienst (AID) und IDK-Schriftenreihe). In der Zeit von ca. 1995 bis 2015 war Beyers thematischer Schwerpunkt der weltliche Humanismus und Pazifismus. Im Jahr 2000 war er Herausgeber einer Textsammlung für den Humanistischen Verband Deutschlands (Landesverband Berlin) und die IDK. Er war Mitglied im HVD und im Internationalen Bund der Konfessionslosen und Atheisten. Seit ca. 2008, der Veranstaltung zur Verleihung der Carl-von-Ossietzky-Medaille, gilt sein verstärktes Engagement den Menschenrechten und den Bürgerrechten. Er unterstützte die Arbeit der Internationalen Liga für Menschenrechte (ILMR e. V.), zum Beispiel als Musiker im Ensemble Metaphone anlässlich der Verleihung der Carl-von-Ossietzky-Medaille 2016.

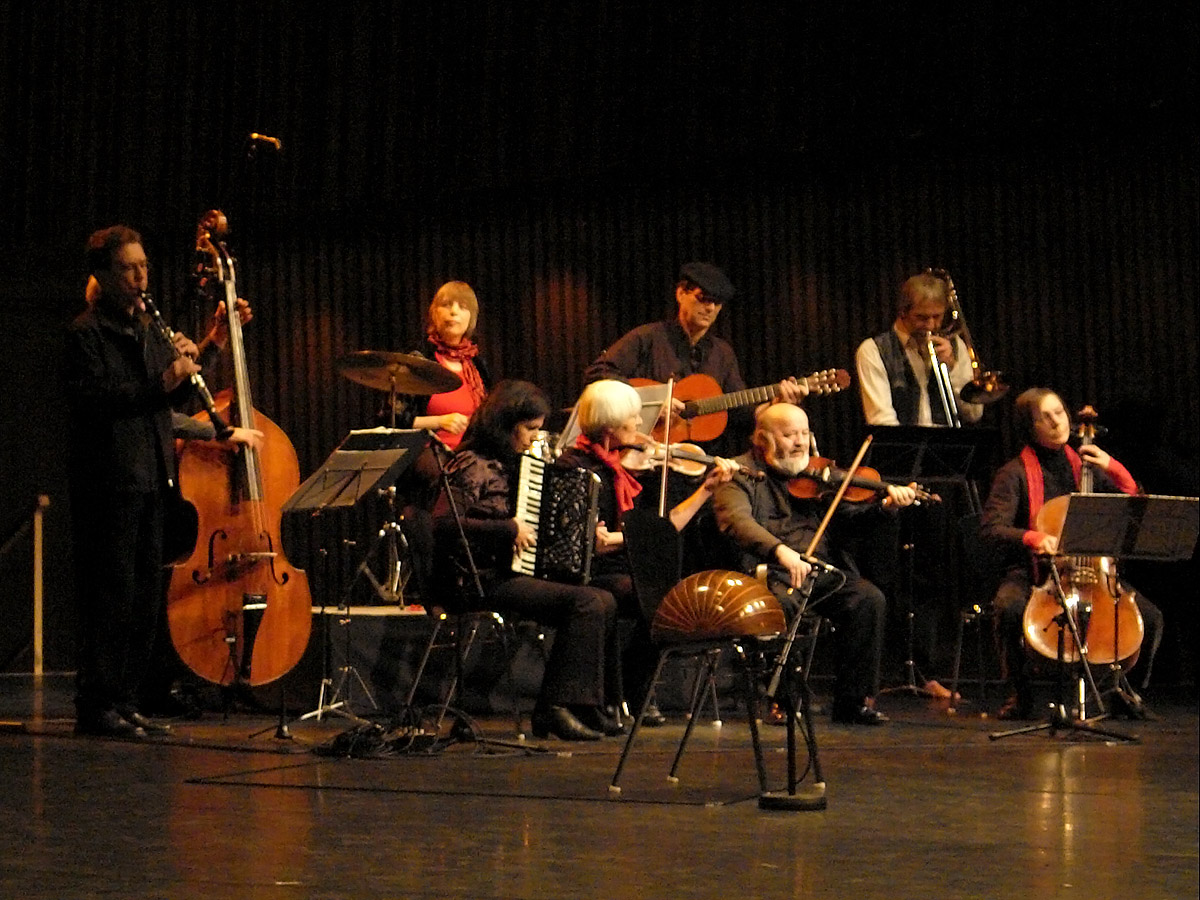
Preisverleihung der Carl-von-Ossietzky-Medaille 2008. Wolfram Beyer spielte die Klarinette bei der KlezMischpoche für die Anarchists Against the Wall und das palästinensische Bürgerkomitee

Seit Ende der 1980er Jahre spielte Beyer in verschiedenen Musikensembles. (Fromage Diatonique, KlezMischpoche, I Felici) Mit Fromage Diatonique entstand eine CD. Beyer spielte verschiedene Holzblasinstrumente (Blockflöten, Schalmei (Pommer), B-Klarinette und Tenor-Saxophon) in den Bereichen Alte Musik, Folk-, Tanz- und Swing-Musik und auch symphonischen Blasmusik im Blasorchester.
In der Erwerbstätigkeit arbeitete Beyer in Bereichen der Sozialen Arbeit und war in der Flüchtlingshilfe, der Beratung und Betreuung von Asylbewerbern dann als stellvertretender Verwaltungsleiter in einem Krankenhaus der Gerontopsychiatrie und später in der Betreuung von geistig behinderten Menschen tätig. Im Bereich der gemeinwesenorientierten Sozialarbeit, mit dem Schwerpunkt Öffentlichkeitsarbeit, arbeitete er als verantwortlicher Redakteur für eine Stadtteilzeitung in Berlin-Reinickendorf.

## Denken
Die politikwissenschaftliche Orientierung von Wolfram Beyer steht in der Tradition der Zukunftsforschung von Prof. Ossip K. Flechtheim, der „die sozialistische Perspektive mit der sozialistischen Vision vom Absterben des Staates und einer gewaltfreien Revolution verbinden wollte“ Flechtheim skizzierte 1987, dass „Gewalt, Macht und Herrschaft“ Schulbeispiele „der Entmenschung des Menschen“ sind. Und im Begriff Staat stecke, laut Flechtheim, „die Drohung mit Zwang und Gewalt, die institutionalisiert, legitimiert und legalisiert ist“. Beyers wissenschaftliche Begründungen von Antimilitarismus, Sozialismus und Gewaltfreiheit sind historisch an den in der Arbeiterbewegung entwickelten Theorie- und Aktionsformen (Streik, Verweigerung, Boykott, Besetzungen und Kriegsdienstverweigerung etc.) angelehnt.

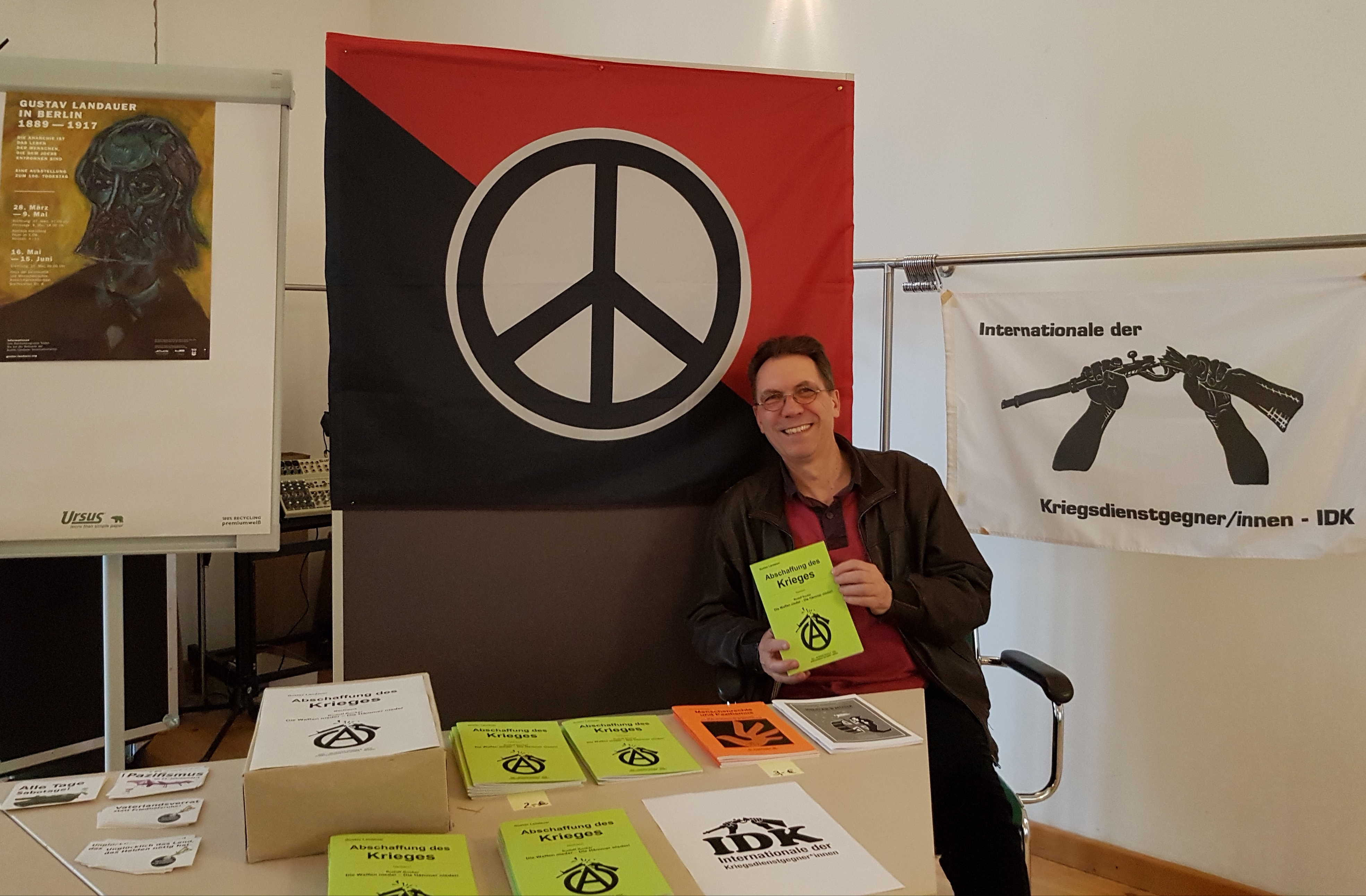
Mai 2019: Büchertisch der Internationale der Kriegsdienstgegner*innen (IDK) im Haus der Demokratie und Menschenrechte anlässlich des 100. Todestages von Gustav Landauer am 2. Mai 1919.

Als Anarchist bezieht sich Beyer auf den Anarchisten Gustav Landauer und den Anarcho-Syndikalisten Rudolf Rocker, da sich ihre unterschiedlichen anarchistischen Schwerpunkte ergänzen würden. „Das sind die kommunitären, kultursozialistischen Ansätze und die gewerkschaftliche, syndikalistische Richtung“. Sein Revolutionsverständnis meint die Soziale Revolution, die nicht den Wechsel von „Herrschaft an den politischen Schalthebeln“ anstrebt, sondern die grundsätzliche, d. h. die radikale Veränderungen in gesellschaftlichen Bereichen propagiert. Er ist Mitglied der anarchosyndikalistischen Freie Arbeiter*innen-Union (FAU).
Als Pazifist ist Beyer auch Antimilitarist, weil er „gegen Erscheinungsformen des Militarismus engagiert“ ist. Seit 1978 ist er dem „aktiven Pazifismus“ verbunden, deren Prinzipien 1921 von den Kriegsdienstgegnern der War Resisters‘ International (WRI) formuliert wurden. Danach ist die gewaltfreie direkte Aktion eine adäquate Methode der Überwindung von Gewalt und eine Methode der Konfliktlösung. Für Beyer bedeutet die Verweigerung von Kriegsdiensten, neben der individuellen Verweigerung des Militärdienstes und der damit verbundenen Verweigerung der staatlichen Erfassung und Musterung, auch eine soziale Haltung, d. h. die Abkehr, Vermeidung von jeder Unterstützung von Militär und Krieg.
In der Zeitschrift Graswurzelrevolution wird Beyer als ein Graswurzelrevolutionär bezeichnet. In der Rezension von Markus Henning über Beyers Autobiographie wird er im Anarchopazifismus verortet, der „ihm tief empfundenes Ethos und Leitfaden konkreten Handelns“ ist.

## Publikationen

### Als Autor
- War Resisters’ International (WRI) – with special reference to the period 1921–1939, Berlin 1985, Schriften des Libertären Forums Berlin, Nr. 3, 2. Auflage, Internationale der Kriegsdienstgegner/innen (IDK)-Verlag Berlin 2018 ISBN 978-3-9816536-4-9
- Anarchistische Aphorismen als literarisch-politische Elaborate / von Utz Schneppe. Libertäres Forum Berlin 1986
- Pazifismus und Antimilitarismus. Eine Einführung in die Ideengeschichte, Schmetterling Verlag, Stuttgart 2012, ISBN 3-89657-666-6.
- Wie ich wurde was ich bin: Politische Erinnerungen aus 50 Jahren, IDK-Verlag Berlin 2022, ISBN 978-3-9824246-0-6

### Als Herausgeber
- (Hrsg.): mit George Lakey, Michael Randle: Gewaltfreie Revolution, Beiträge für eine herrschaftslose Gesellschaft, mit einem Vorwort von Ossip K. Flechtheim, OPPO Verlag Berlin 1988, ISBN 3-926880-01-5
- (Hrsg.): Widerstand gegen den Krieg, Zur Geschichte der WRI, Verlag Weber & Zucht, Kassel 1989 ISBN 3-88713-034-0
- (Hrsg.): Anarchisten. Zur Aktualität anarchistischer Klassiker, OPPO-Verlag Berlin 1993 ISBN 3-926880-07-4
- (Hrsg.): Zur Theorie und Praxis des Humanismus – Kriegsdienste verweigern, Pazifismus heute : Hommage an Ossip K.Flechtheim, November 2000 (herausgegeben mit Beteiligung des Humanistischen Verbandes Deutschlands und der IDK) ISBN 3-924041-18-0
- (Hrsg.): Kriegsdienste verweigern – Pazifismus aktuell. Libertäre und humanistische Positionen, Oppo-Verlag Berlin 2007 (teilweise online: ; PDF; 253 kB) ISBN 978-3-926880-16-1
- (Hrsg.): Gernot Jochheim, Antimilitarismus und Gewaltfreiheit. Die niederländische Diskussion in der internationalen anarchistischen und sozialistischen Bewegung 1890–1940, Verlag Graswurzelrevolution Heidelberg 2021, ISBN 978-3-939045-44-1

### Zeitschriften-, Buchbeiträge
- Interview mit Johannes Agnoli, in: Schwarzer Faden Nr. 131, Anarchistische Vierteljahresschrift, Januar 1984 (Reprint in: Johannes Agnoli – 1968 und die Folgen, Freiburg i. Br.: ça ira Verlag 1998, (Titel: „Marx, der Staat, die Anarchie“))
- ... siehe, ein Mensch! über Helene Stöcker, in: Die freie Gesellschaft, Vierteljahreszeitschrift für Gesellschaftskritik und freiheitlichen Sozialismus, Nr. 15, Hannover 1986
- Arthur Ponsonby (1871–1946). Kriegsverhütung durch Verweigerung, in: Rajewsky / Riesenberger: Wider den Krieg, Große Pazifisten von Kant bis Böll, München 1987 (Beck Verlag)
- Marx und Bakunin in einer Front? Zur Aktualität Sozialer Revolution, in: Anarchismus heute, Positionen, Verlag Schwarzer Nachtschatten Bösdorf 1991, S. 9–25 (Türkische Übersetzung: Marx ve Bakunin ayni cephede mi? Toplumsal devrimin güncelligi üzerine Ayrinti Yayinlari, Istanbul 1999, ISBN 975-539-256-4)
- Albert Camus – ein Libertärer, in: Albert Camus: Weder Opfer noch Henker, herausgegeben von der Internationale der Kriegsdienstgegner/innen e. V. (IDK Berlin) in der Schriftenreihe des Libertären Forums, Oppo Verlag Berlin 1991
- The flaw in the peoples‘ army, in: Peace News No 2447, London June-August 2002 (Kontroverse Karl Liebknecht / Ferdinand Domela Nieuwenhuis), online
- Freiheit ohne Gewalt: für eine gewaltfreie herrschaftslose Gesellschaft, in: H.J. Degen, Jochen Knoblauch: Anarchismus 2.0, Schmetterling Verlag Stuttgart 2009